# (2019) van Albada
(2019) van Albada (1935 SX1) – planetoida z grupy pasa głównego asteroid okrążająca Słońce w ciągu 3,36 lat w średniej odległości 2,24 au. Odkryta 28 września 1935 roku.